# Surbourg
Surbourg (tiếng Đức: Surburg) là một xã thuộc tỉnh Bas-Rhin trong vùng Grand Est đông bắc Pháp.